# شرمساح
شرمساح هي إحدى قرى مركز الزرقا التابع لمحافظة دمياط بجمهورية مصر العربية.

## تاريخها
كانت شرمساح معسكرا في فترة الحملة الصليبية السابعة بقيادة لويس التاسع أثناء تقدمها إلى المنصورة وشهدت ضفاف النيل في شرمساح معارك بحرية بين السفن المصرية وسفن الحملة الصليبية السابعة أدت إلى إغراق العديد من السفن الصليبية وإحكام الحصار على الحملة. كما اجتازتها فرق الحملة الفرنسية في عهد نابليون والتي أرسلها حاكم دمياط الفرنسي للقضاء على الثوار بعد إبادة حامية المنصورة الفرنسية.

## ذكرها في الكتب التاريخية
وقد ورد ذكر شرمساح في كتب عديدة مثل:
- خطط المقريزي للمقريزي.
- واإسلاماه لعلي أحمد باكثير.
- شخصية مصر لجمال حمدان.
- مصر المجاهدة في العصر الحديث لعبد الرحمن الرافعي.